# Feldioara județul Cluj
Feldioara, in maghiară Melegföldvár este un sat în comuna Cătina din județul Cluj, Transilvania, România.
Toponimia „Feldioara” provine din maghiară, Földvár însemnând „cetate de pământ” (föld + vár). O toponimie identică există la Feldioara, Brașov, locul în care s-au așezat cavalerii teutoni.
Localitatea Feldioara este situată în nord-vestul teritoriului comunei, la 5 km de resedința de comună, tangent cu DC 18. Teritoriul intravilan, stabilit în anul 1990 de OCOTA Cluj, ocupă suprafața de 132 ha. Din acest punct de vedere, localitatea face parte din categoria localităților mijlocii ale județului. Situl de vatră este situat pe luncile văii Sălajului și afluenților ei precum și pe versanții învecinați acestor văi, la altitudini de 320 și 400 m.
Conform datelor înregistrate la recensământul populației din perioada 18-27 martie 2002, în localitatea Feldioara erau 622 de locuințe si un număr total de 599 locuitori din care 300 de sex bărbătesc, 299 de sex femeiesc; 
Etnii: 
- română 322
- maghiară 251
- rromă 26

Religia: 
- ortodoxă 323
- greco-catolică 22
- romano-catolică 21
- reformată 232
- baptistă 1

Conform datelor înregistrate la recensământul populației din 1 decembrie 2021 situatia se prezenta astfel: in total traiau 431 de persoane din care 227 barbati si 204 femei.

## Istoric
Așezare rurală daco-romană. Descoperiri: locuințe, gropi de provizii, ceramică provincială dacică sau romană. Localitatea este atestată documentar din anul 1327.

## Obiective turistice
- Cetatea Feldioara
- Biserica reformată din Feldioara

## Personalități
Iosif Moruțan, poet, n. 9 octombrie 1917, d. 3 aprilie 1974 (cf. Abecedar literar, Cluj, 1946)

## Galerie de imagini

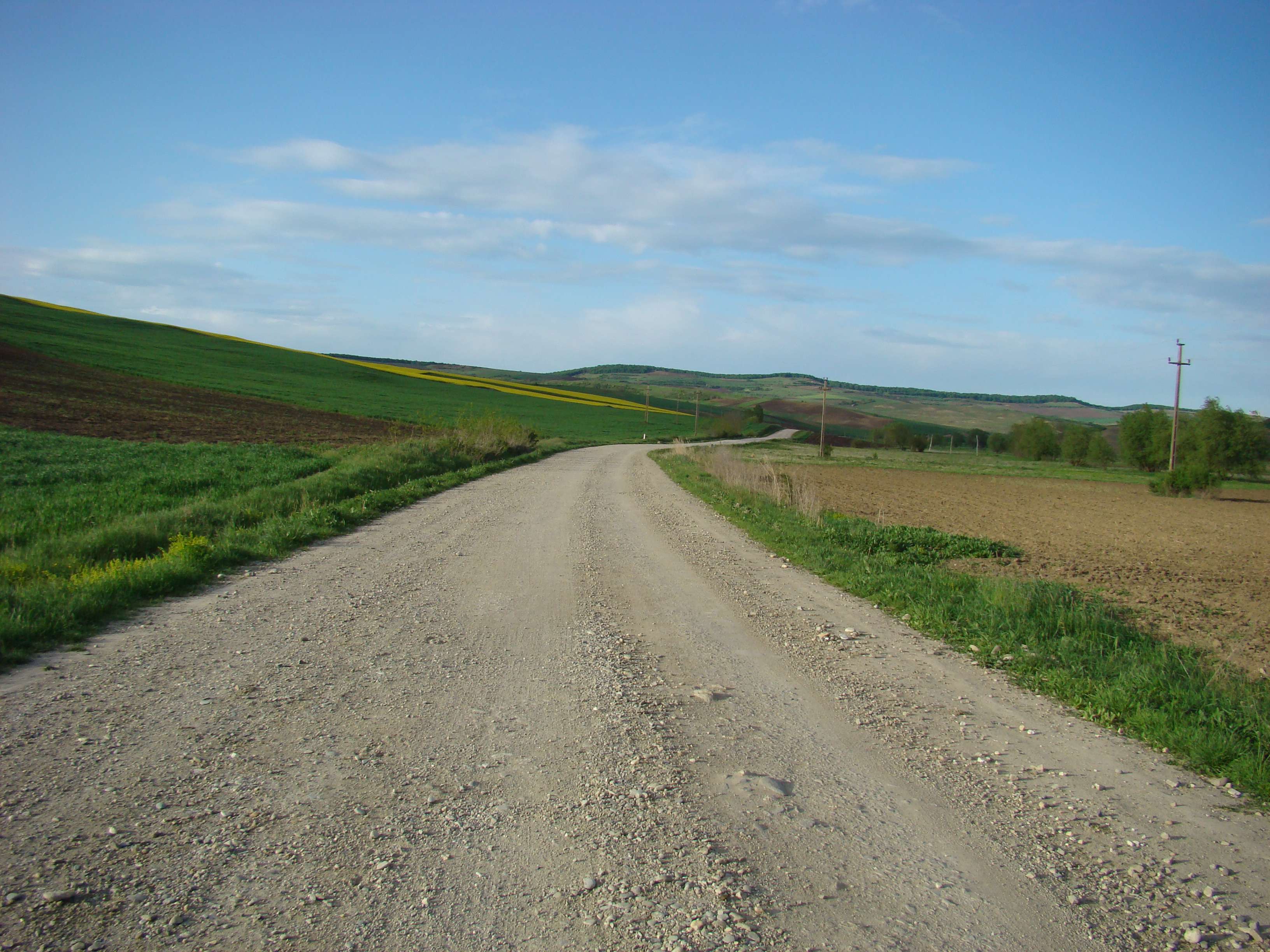
Drumul Cătina-Feldioara
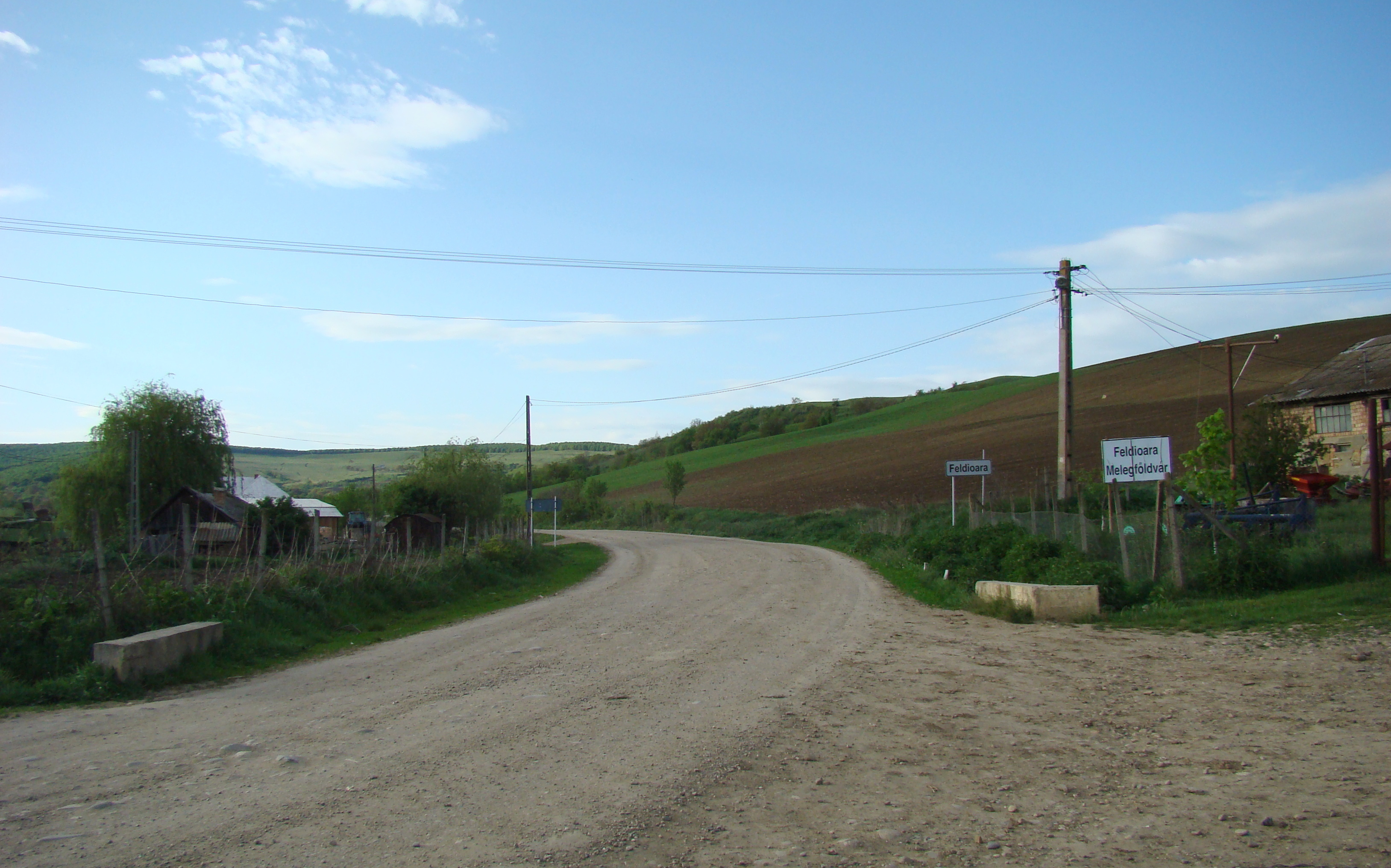
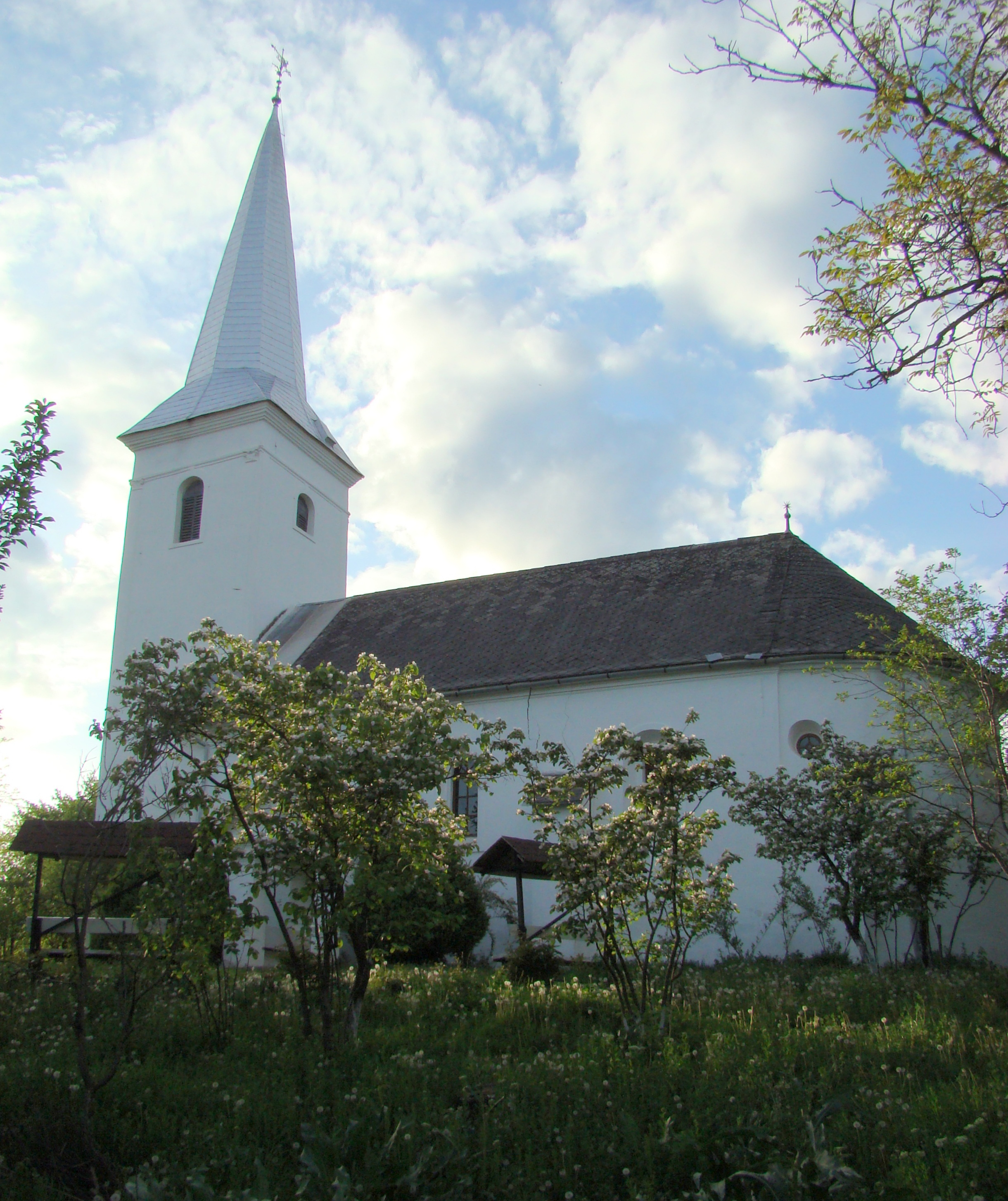
Biserica reformată (monument istoric)
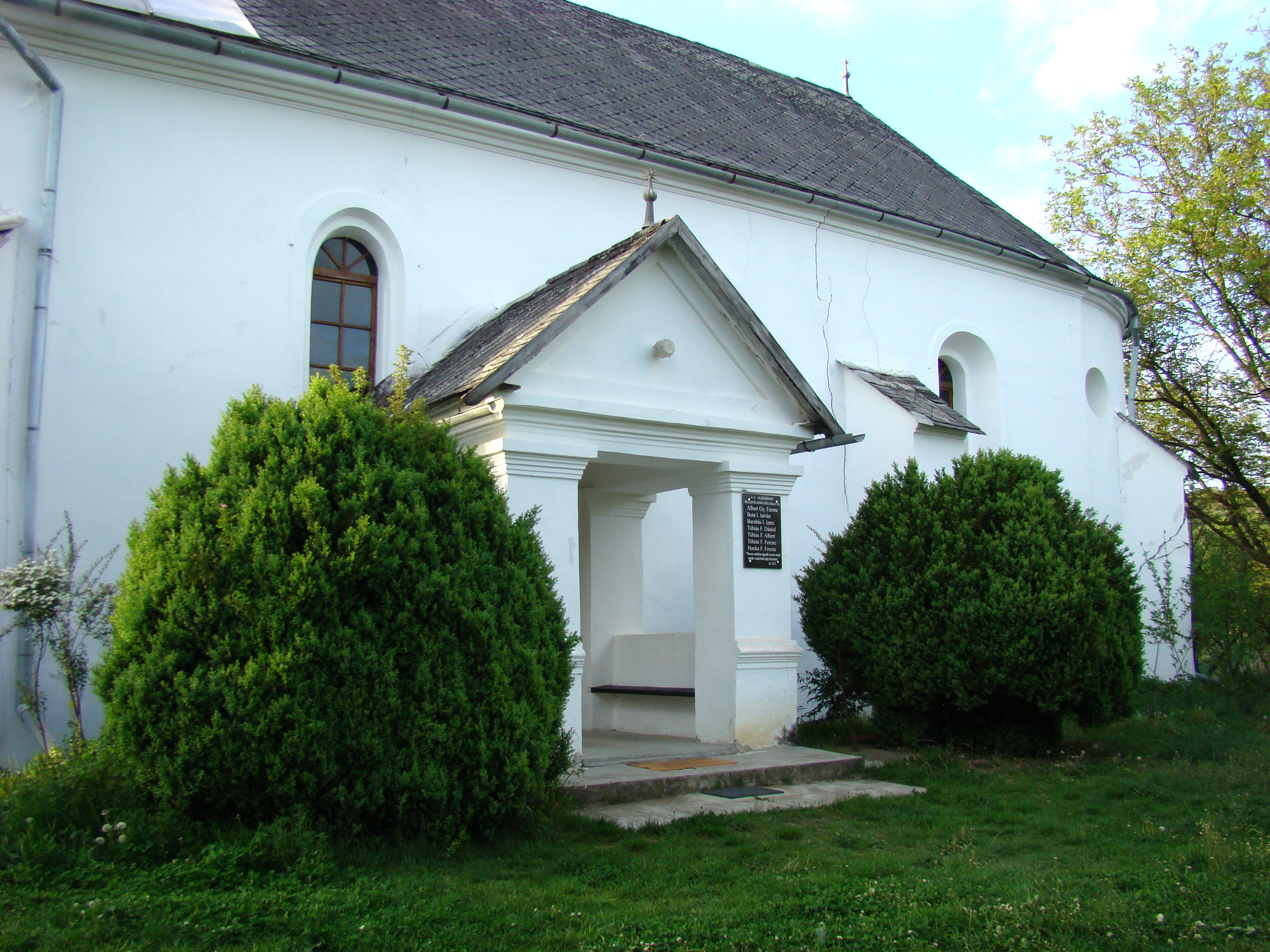
Biserica reformată (monument istoric)
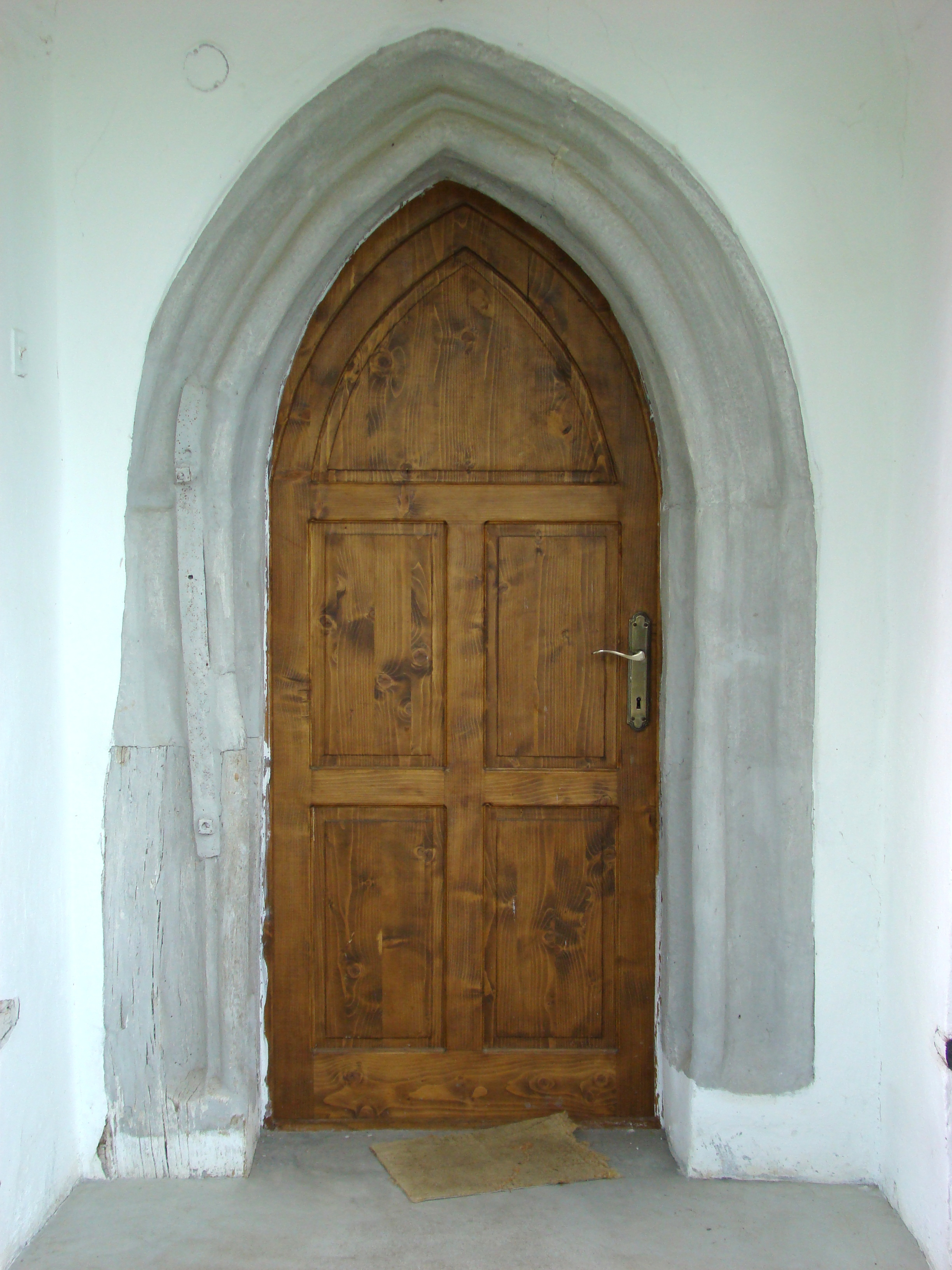
Biserica reformată (ancadramentul intrării)
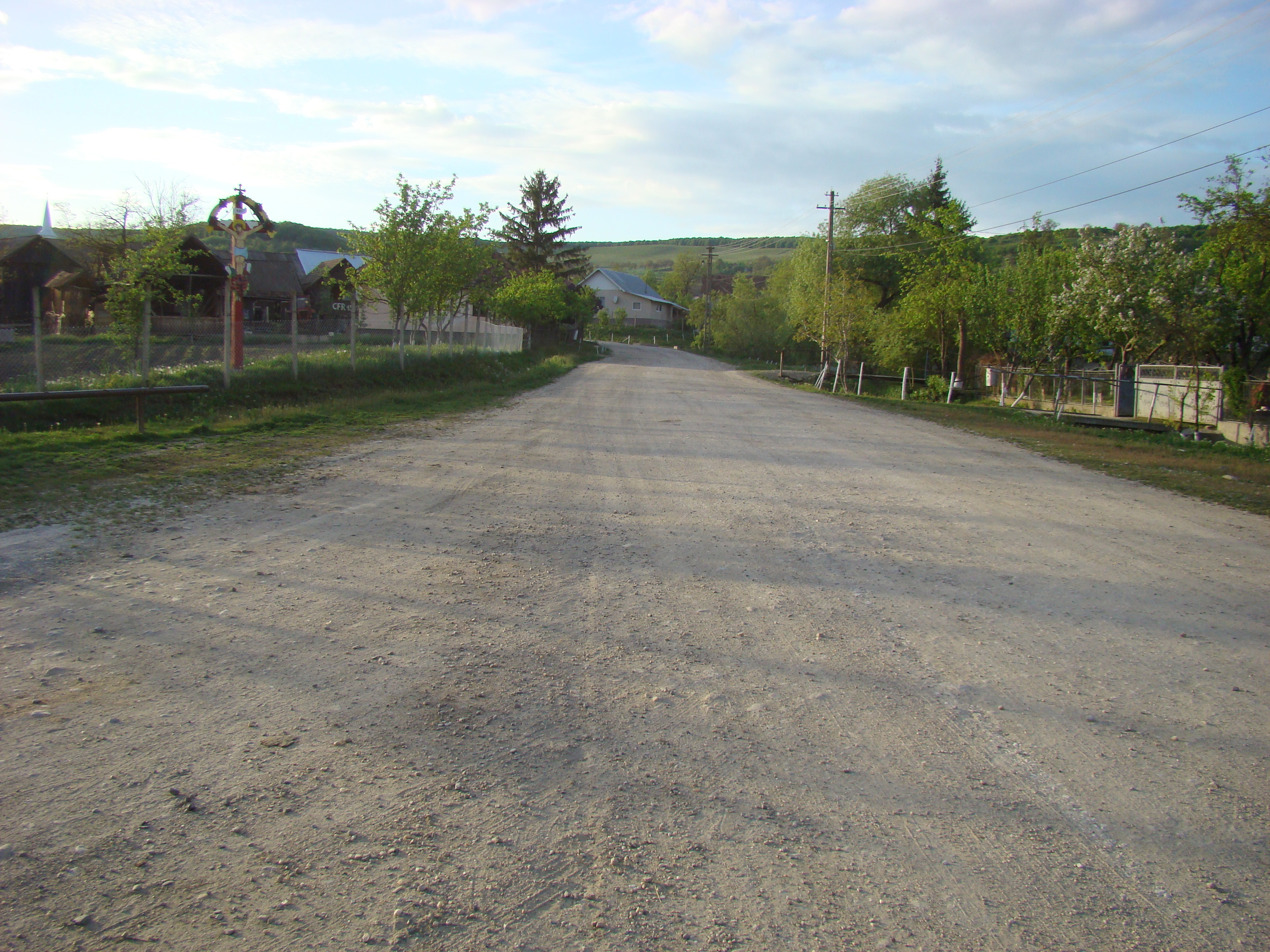
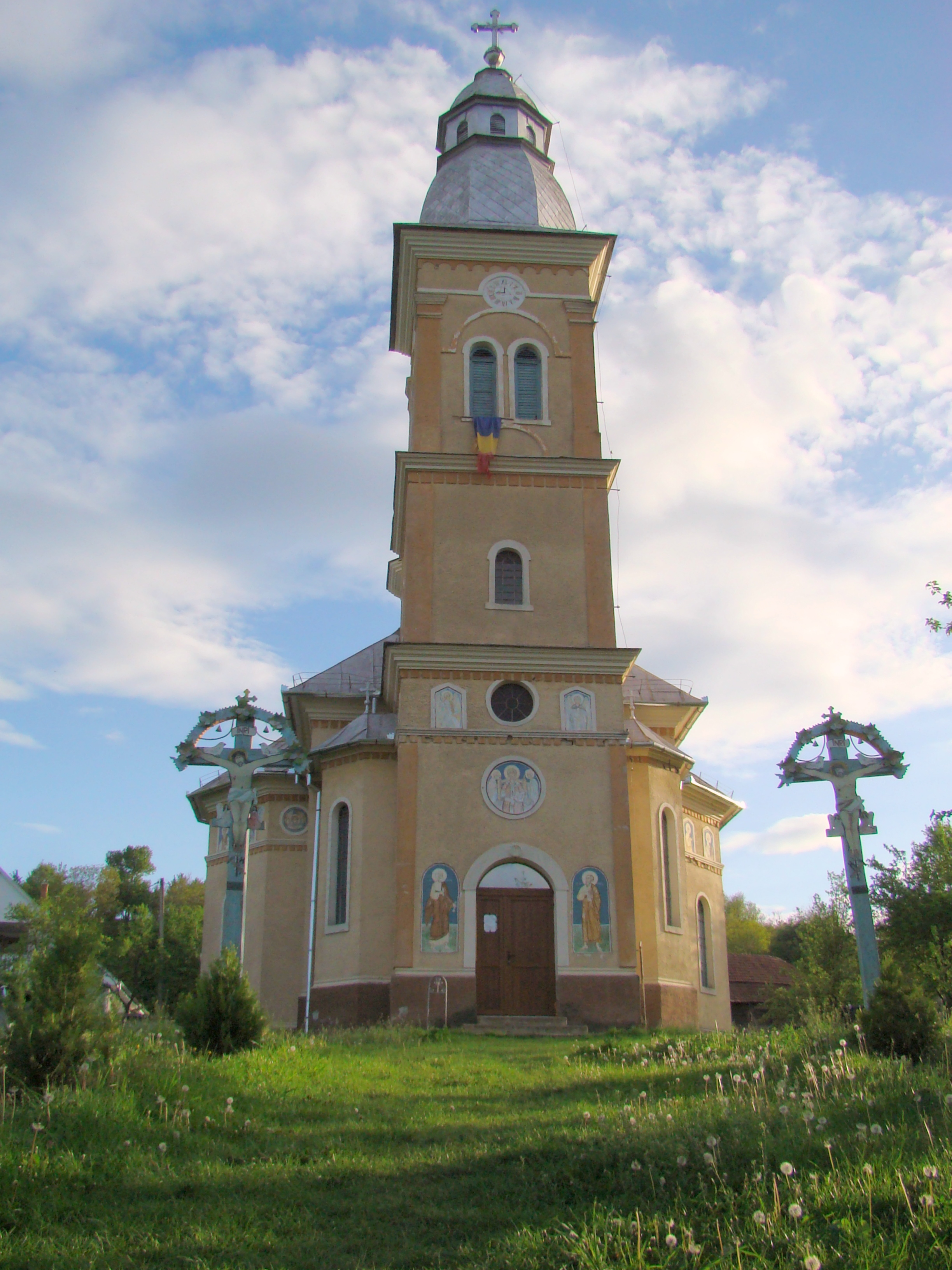
Biserica ortodoxă „Sfinții Apostoli Petru și Pavel”
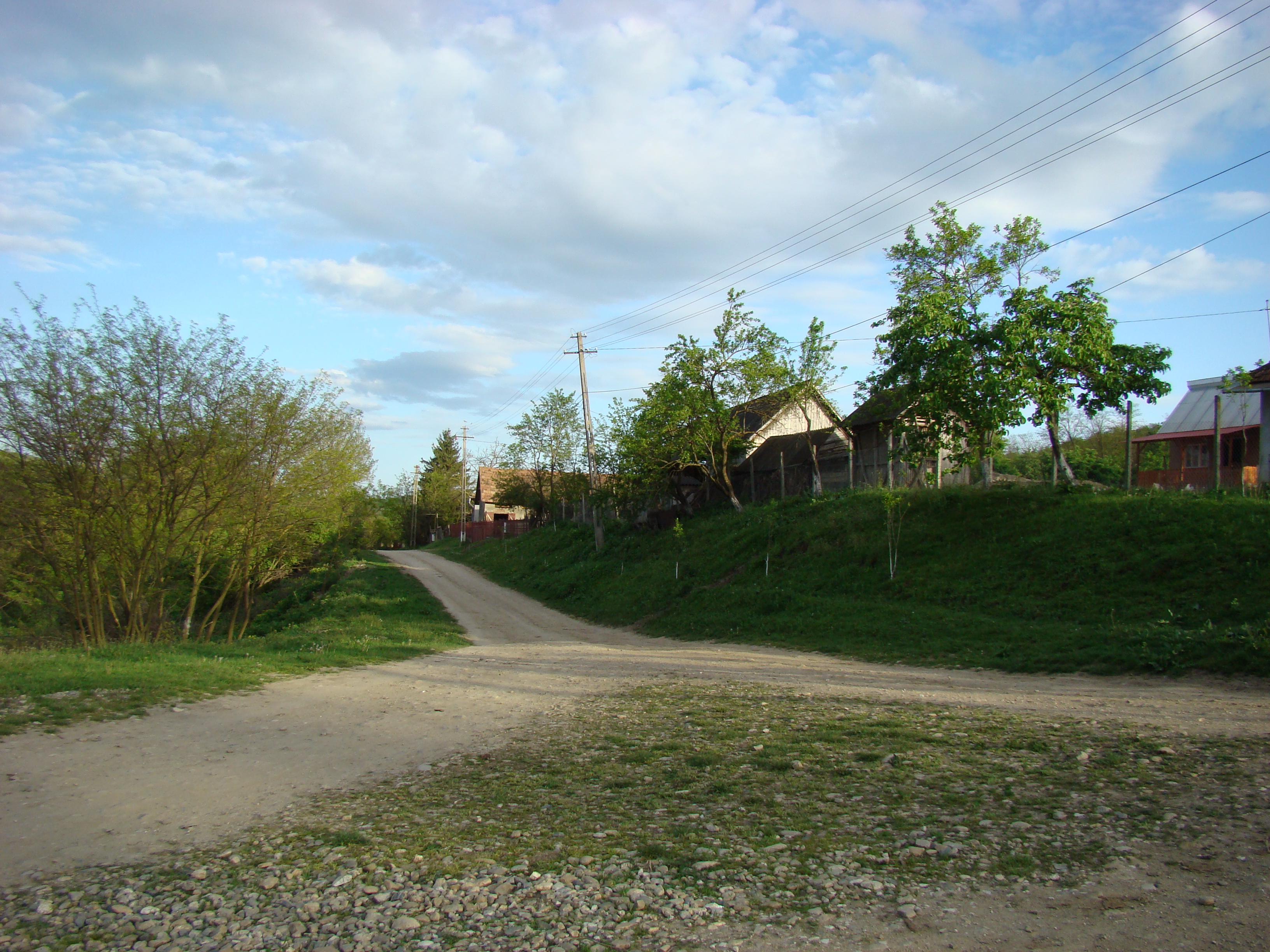
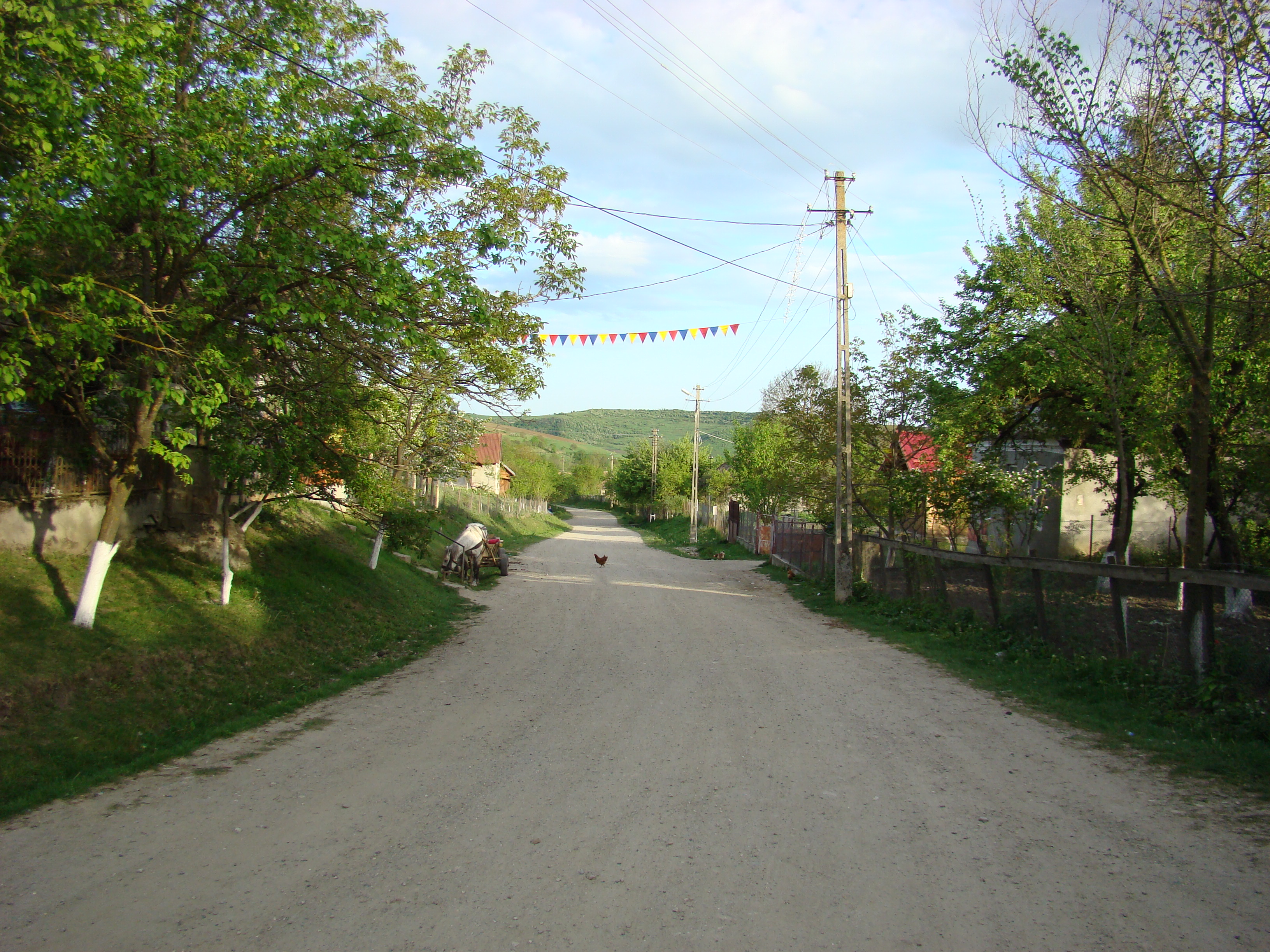
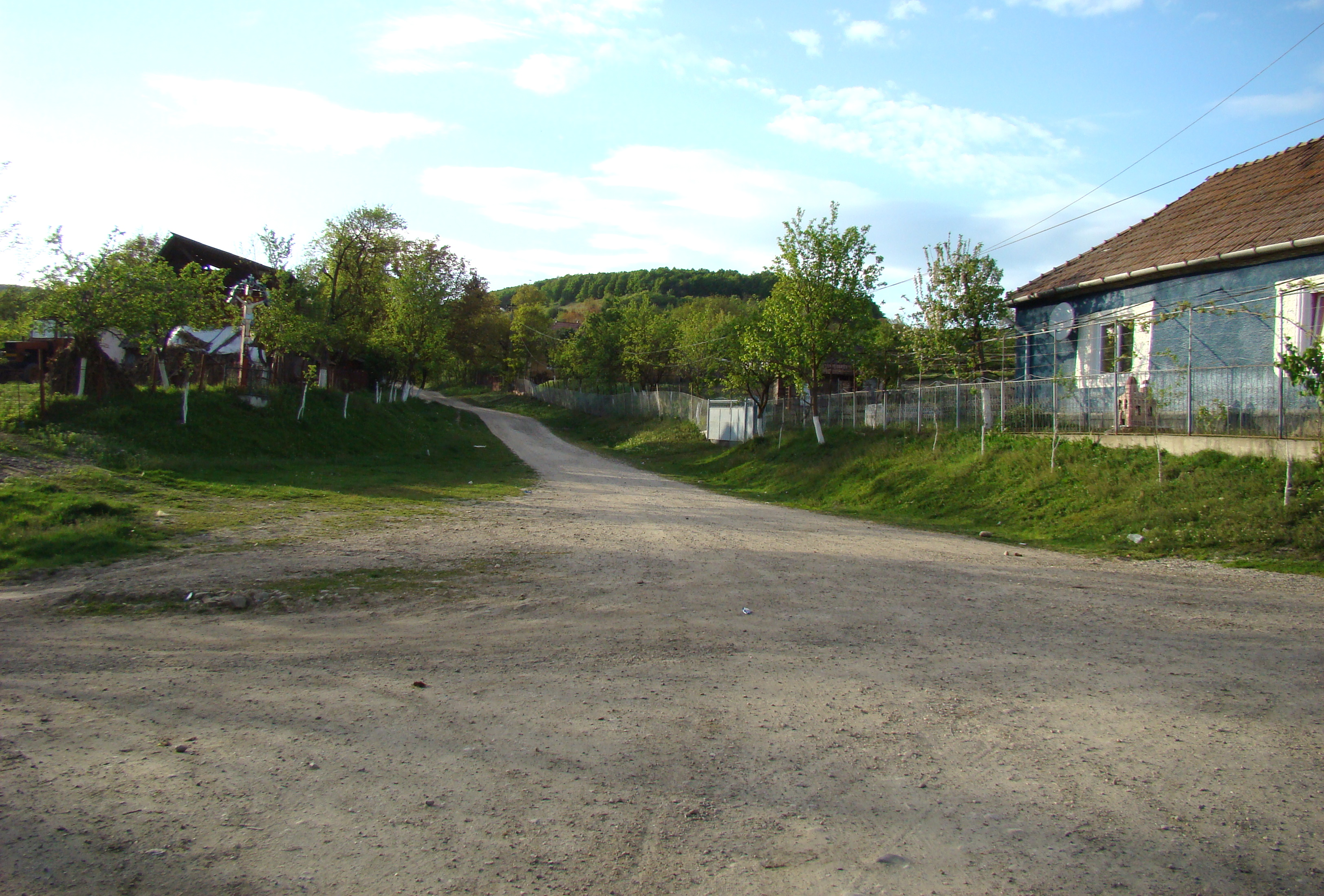
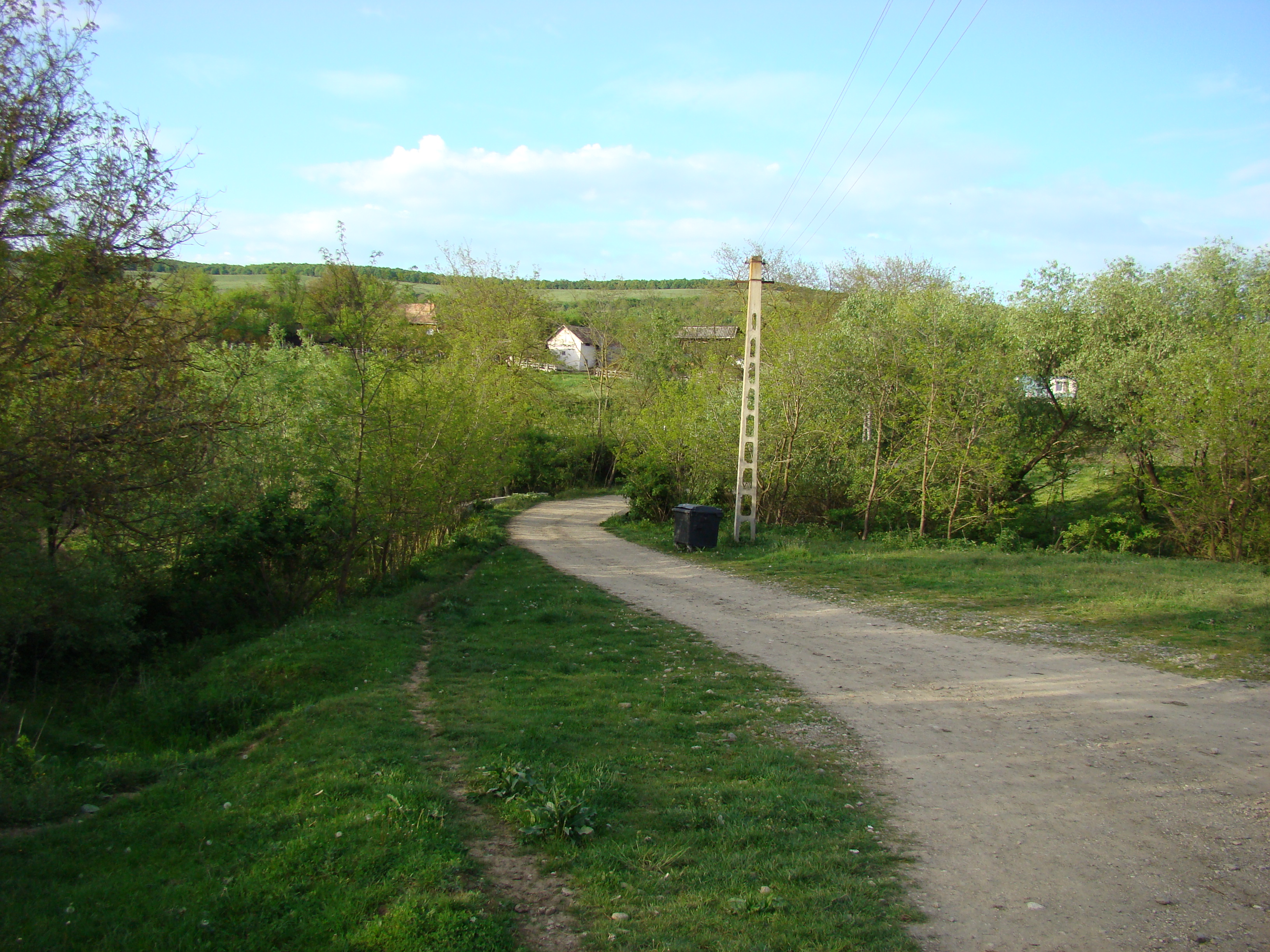
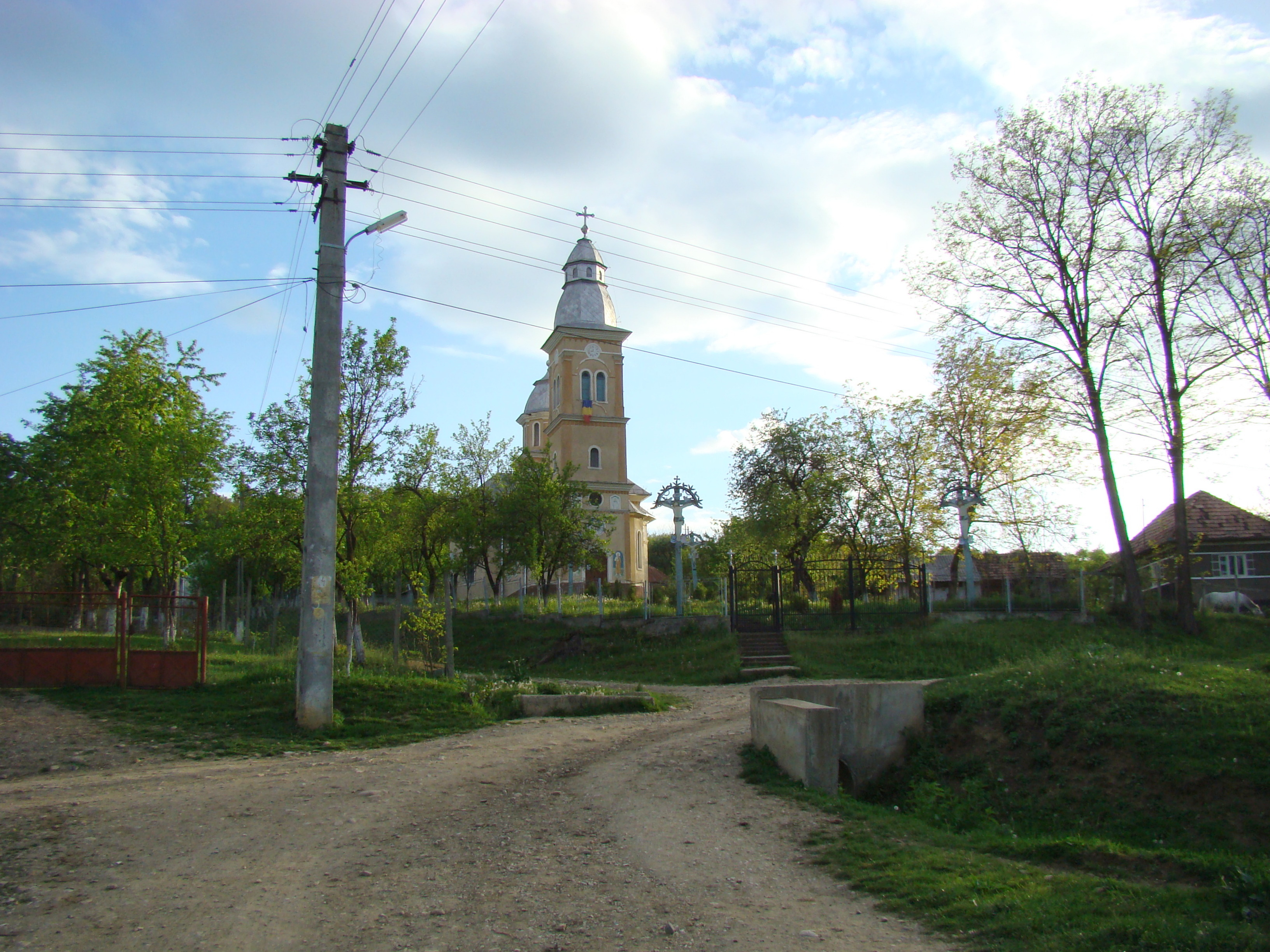
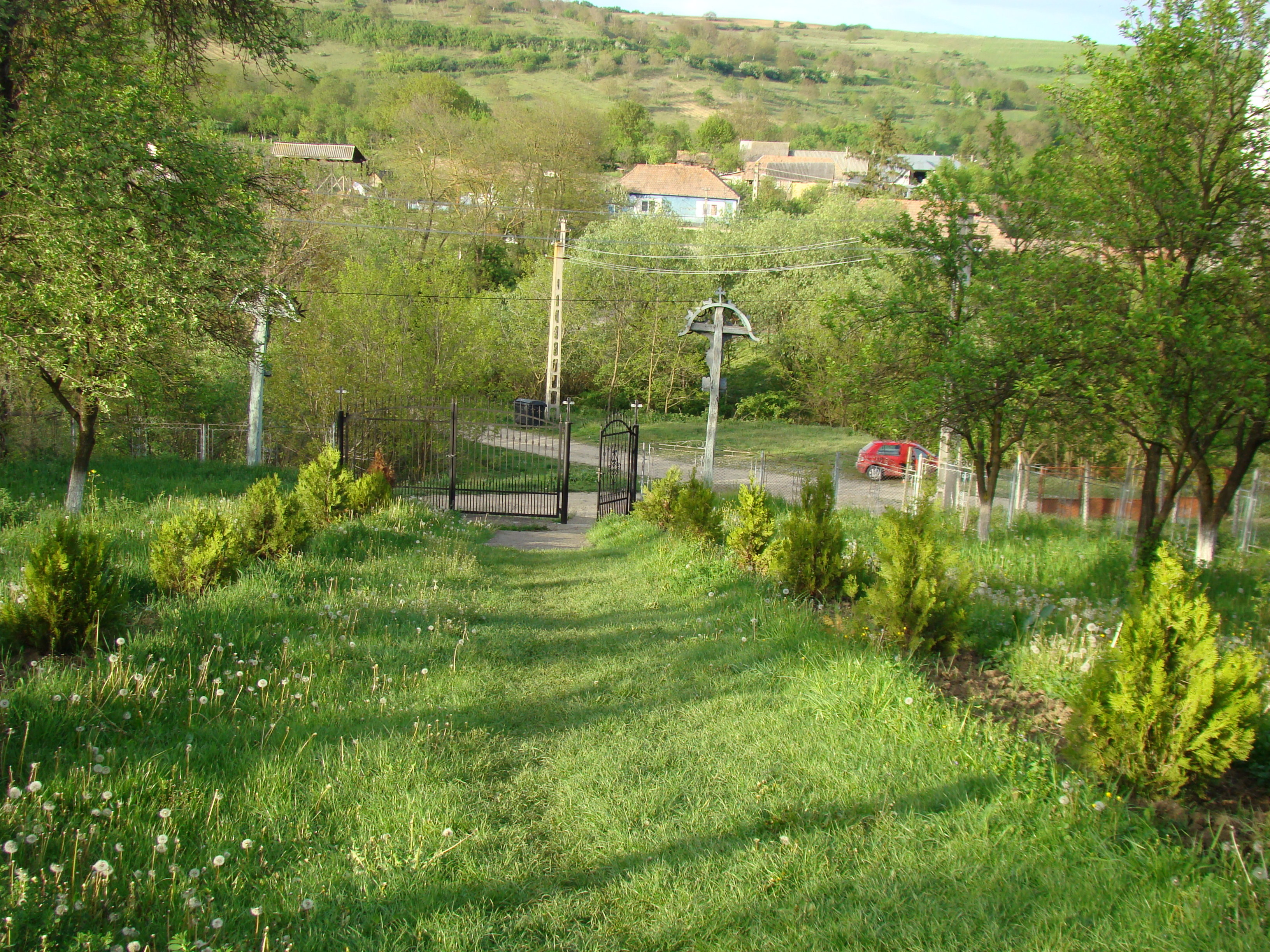
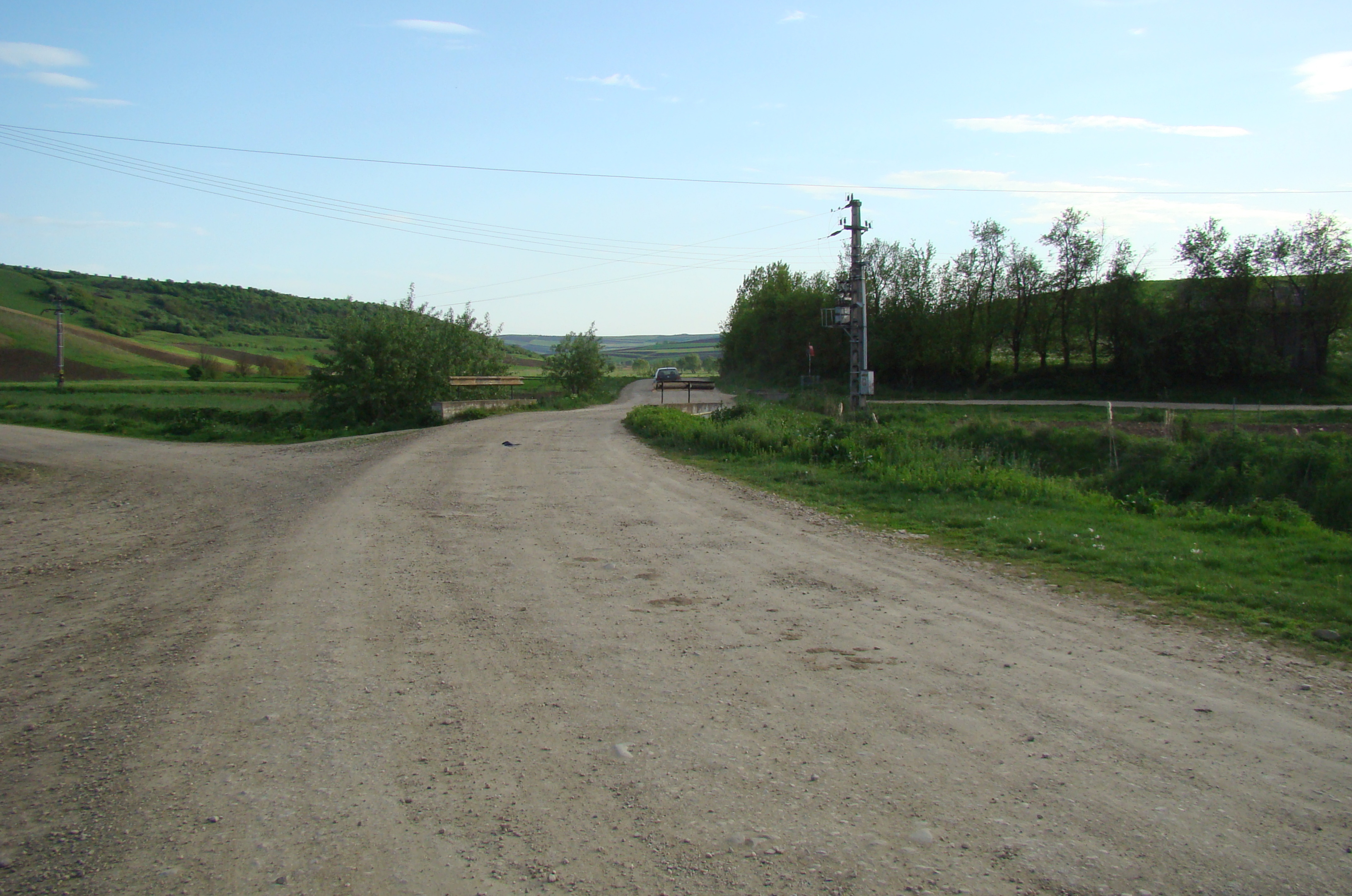